# Meliosma brenesii
Meliosma brenesii är en tvåhjärtbladig växtart som beskrevs av Paul Carpenter Standley. Meliosma brenesii ingår i släktet Meliosma och familjen Sabiaceae. Inga underarter finns listade.